# 格蘭大道-新城車站
格蘭大道-新城車站（英語：Grand Avenue–Newtown station）是紐約地鐵IND皇后林蔭路線的一個慢車地鐵站，位於皇后區埃姆赫斯特格蘭大道、百老匯及皇后林蔭路交界東北角的私人住宅地下，設有R線（任何時候停站（深夜除外））、E線（僅深夜停站）、M線（僅平日停站）列車服務。

## 車站結構
| G        | 街道層             | 出入口                                                                                                 |
| M        | 夾層               | 閘機、車站詢問處、MetroCard自動售票機                                                                  |
| P 月台層 | 側式月台，右側開門 | 側式月台，右側開門                                                                                     |
| P 月台層 | 南行               | 平日往百老匯交匯（埃姆赫斯特大道） · 往95街（埃姆赫斯特大道） · 深夜時往世界貿易中心（埃姆赫斯特大道） |
| P 月台層 | 南行快速           | 不停靠                                                                                                 |
| P 月台層 | 北行快速           | 不停靠                                                                                                 |
| P 月台層 | 北行               | （平日） 往森林小丘-71大道（伍德哈文林蔭路） · 深夜時往牙買加中心（伍德哈文林蔭路）                    |
| P 月台層 | 側式月台，右側開門 | |

此站設有兩個側式月台和四條軌道.。快車和慢車軌道之間有軌道牆分隔。車站設有全長夾層，但閘機和詢問處都位於夾層中央，跨線橋只位於最東面的樓梯。

## 外部連結
- nycsubway.org—IND Queens Boulevard Line: Grand Avenue/NewtownNewtown Pictures]
- Grand Avenue — Broadway entrance from Google Maps Street View （页面存档备份，存于）
- 54th Avenue entrance from Google Maps Street View （页面存档备份，存于）
- Platforms from Google Maps Street View